# Huaishang
Huaishang (chiń. upr. 淮上区; pinyin Huáishàng Qū) – dzielnica miasta Bengbu w prowincji Anhui we wschodnich Chińskiej Republice Ludowej. Liczba mieszkańców dzielnicy w 2010 roku wynosiła 145 874.